# Lukolela (Équateur)
Pour les articles homonymes, voir Lukolela.
Lukolela est une localité, chef-lieu du territoire de Lukolela, dans la province de l'Équateur, en république démocratique du Congo, sur les bords du fleuve Congo. La ville de Loukoléla se trouve sur la rive opposée, en république du Congo.

## Géographie
Située sur la rive gauche du fleuve Congo, elle est desservie par la route RS304 à 546 km au sud-ouest du chef-lieu provincial Mbandaka.

## Histoire
La ville a donné son nom à une espèce identifiée dans la région, le rat des marais de Lukolela.

## Administration
Chef-lieu territorial de 25 969 électeurs enrôlés pour les élections de 2018, la localité a le statut de commune rurale de moins de 80 000 électeurs, elle compte 7 conseillers municipaux en 2019.

## Population
Le recensement date de 1984,.
| 1984 | 2004   | 2012   |
| ---- | ------ | ------ |
| -    | 13 164 | 15 866 |